# مانفريد مانغليتس
مانفريد مانغليتس (بالألمانية: Manfred Manglitz)‏ (مواليد 8 مارس 1940) هو لاعب كرة قدم. يلعب مع منتخب ألمانيا الغربية لكرة القدم. سبق له أن لعب في كأس العالم لكرة القدم مع منتخب بلاده.

## روابط خارجية
- مانفريد مانغليتس على موقع الاتحاد الدولي (مؤرشف)  (الإنجليزية)
- مانفريد مانغليتس على موقع قاعدة بيانات كرة القدم.إي يو (الإنجليزية)
- مانفريد مانغليتس على موقع بيانات كرة القدم. دي إي (الألمانية)
- مانفريد مانغليتس على موقع ناشيونال فوتبول تيمز (الإنجليزية)
- مانفريد مانغليتس على موقع عالم كرة القدم.نت (الإنجليزية)